# Bochówko
Bochówko (Kasjoebisch: Bòchówkò, Duits: Bochowke) is een plaats in het Poolse district  Bytowski, woiwodschap Pommeren. De plaats maakt deel uit van de gemeente Czarna Dąbrówka en telt 114 inwoners.